# Causa limeña
La causa limeña, anche nota come causa rellena o semplicemente causa è un antipasto tipico della gastronomia peruviana di origine precolombiana.

## Storia
Il piatto consiste in una mini casseruola, con la parte superiore e inferiore costituite da patate gialle e il ripieno composto da carne bianca. Nell'antico Perù veniva preparata con patate gialle impastate con peperoncino tritato; la scelta di questo tubero era data dalla sua consistenza morbida, ma talvolta venivano utilizzate altre varietà. Talvolta viene chiamata Causa Rellena proprio per via del suo ripieno.
Tra il XVI e il XIX secolo, durante il vicereame del Perù, venne aggiunto il limone (originario dell'Asia) portando la ricetta alla sua forma finale sia negli ingredienti che nella presentazione.
Lo chef peruviano Nilo Do Carmo afferma che «questa pietanza, creata utilizzando ingredienti della costa e delle montagne, è un antipasto essenziale in ogni menu e rappresenta ancora oggi il puro patriottismo peruviano».

### Etimologia
Ci sono molte teorie relative all'origine del nome di questo piatto. Una delle più accreditate ritiene possa derivare dall'idioma Kawsay che in lingua quechua viene associato alla patata e significa "nutrimento necessario", "cibo", "ciò che nutre". Secondo lo storico peruviano Rodolfo Tafur, questa parola deriva dal dialetto quechuan e significa "vita" o "datore di vita".
Altre ipotesi lo collegano ad episodi bellici avvenuti nella storia contemporanea del paese andino. Alcune versioni sostengono che la pietanza sia stata preparata per la prima volta durante il periodo coloniale, divenendo nota agli spagnoli con il nome "kausay".
Anche se questo piatto di chiari origini limeane era presente fin dal vicereame, non era stato dotato di un nome specifico; una versione vuole che con l'arrivo del libertador José de San Martín e l'inizio della campagna militare per la liberazione del Paese, questo piatto venisse venduto in ogni angolo delle strade di Lima come modo per contribuire alla causa (in spagnolo "por la causa"). Tuttavia è molto probabile che la causa limeña fosse ampiamente diffusa e considerata un piatto "patriottico" già durante la guerra peruviana-cilena del Pacifico. A quei tempi le donne avrebbero aiutato i soldati offrendo loro questo piatto freddo.
Mentre nella città di Lima il nome causa è dato solo a questo piatto specifico, nella città settentrionale di Trujillo viene utilizzato per qualsiasi pietanza piccante; tuttavia anche qui viene preparata la ricetta originaria della causa limeña, senza sostanziali differenze con quella della capitale.

## Descrizione
Secondo la tradizione questo piatto è preparato con patata gialla, limone, uovo sodo, peperoncino giallo e olive nere. Potrebbero essere aggiunti anche avocado per il ripieno e lattuga a scopo decorativo. La preparazione ammette tuttavia molte varianti, come l'aggiunta di un ripieno di tonno, trota, pollo, crostacei, granceola, polpo o altre carni bianche. Viene servito con una leggera salsa maionese.
Oltre alle patate gialle, l'impasto può essere fatto anche con fagioli di Lima o yuca gialla.